# Conistra ardescens
Conistra ardescens är en fjärilsart som beskrevs av Butler 1879. Conistra ardescens ingår i släktet Conistra och familjen nattflyn. Inga underarter finns listade i Catalogue of Life.